# Луї Теодор Фредерік Колладон
Луї Теодор Фредерік Колладон (25 серпня 1792 Женева — 25 квітня 1862)— швейцарський лікар та ботанік, відомий своїми дослідженнями рослин роду Cassia. Він був сином фармацевта та ботаніка-аматора Жана-Антуана Колладона (1755-1830).
Він вивчав медицину в Університеті Монпельє, де одним з його викладачів був ботанік Огюстен Пірам Декандоль. Після закінчення університету почав медичну практику у Парижі. Як лікар, він відзначився у лікуванні хворих під час епідемії холери 1832 року.
Серед його публікацій була монографія про рід Cassia під назвою "Histoire naturelle et médicale des casses, et particulièrement de la casse et des sénés employés en médecine" (1816) та оповідання про спуск у водолазному дзвоні, яке був опубліковано англійською мовою "Narrative of a descent in the diving-bell, &c. &c." (Edinburgh : Printed for A. Constable, 1821). У 1830 році Огюстен Пірам Декандоль назвав на його честь рід рослин Colladonia.